# Psychotria woytkowskii
Psychotria woytkowskii es una especie de arbusto de la familia del café, Rubiaceae. 
Es endémica en el departamento de Amazonas, Perú. 